# Ruth Roman

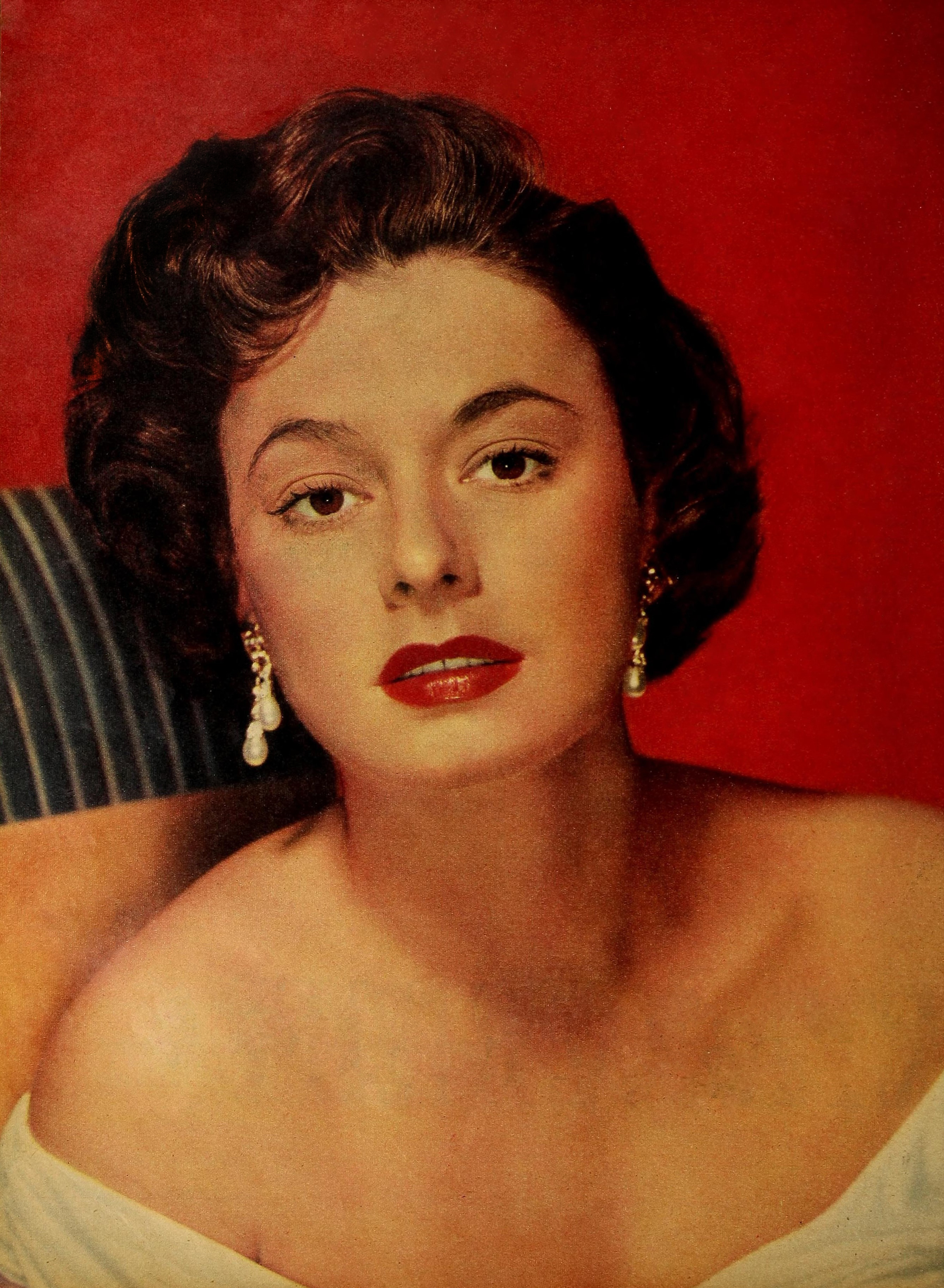
Ruth Roman 1951

Ruth Roman (* 22. Dezember 1922 in Lynn, Massachusetts; † 9. September 1999 in Laguna Beach, Kalifornien; gebürtig Norma Roman) war eine US-amerikanische Schauspielerin.

## Leben und Karriere
Roman erhielt ihre künstlerische Ausbildung an der Bishop Lee Dramatic School, ehe sie sich zu Beginn der 1940er Jahre als Ensemblemitglied kleinen Bühnentruppen anschloss. Ab 1943 war sie im Filmgeschäft tätig, zunächst allerdings nur in kleinen Parts. Nach ihrer ersten substanziellen Rolle im Filmserial Jungle Queen 1945 ging es mit ihrer Schauspielkarriere langsam bergauf. 
Den Durchbruch brachte ihr eine Nebenrolle an der Seite von Kirk Douglas im Boxerdrama Zwischen Frauen und Seilen (1949). Mit ihrer „warmen, natürlichen und erotischen Ausstrahlung“ spielte sie in den folgenden Jahren vor allem weibliche Hauptrollen, etwa neben Gary Cooper in Todfeindschaft (1950) sowie an der Seite von James Stewart in Anthony Manns Western Über den Todespaß (1954). Eine ihrer bekanntesten Rollen war die der Verlobten von Farley Grangers Mordverdächtigen in Alfred Hitchcocks Filmklassiker Der Fremde im Zug aus dem Jahr 1951.
Ende der 1950er Jahre ließen die Filmangebote nach und fortan trat sie verstärkt im Fernsehen auf, wo sie besonders in den 1960er- und 1970er-Jahren ein häufig gebuchter Gaststar von Serien war. Nachdem sie anfangs als Leading Lady eingesetzt war, war sie in den frühen 1960ern bereits in das mütterliche Rollenfach gewechselt und beklagte sich in einem Interview über eindimensionale Frauenrollen. 1985 war sie „Special Guest Star“ in 21 Folgen der in den USA sehr erfolgreichen Fernsehserie Unter der Sonne Kaliforniens (Knots Landing). Ihr letzter Auftritt war 1989 in Mord ist ihr Hobby. Insgesamt umfasst ihr filmisches Schaffen mehr als 110 Film- und Fernsehproduktionen.
Roman war dreimal verheiratet. Aus ihrer ersten Ehe mit dem Radioproduzenten Mortimer Wadhams Hall (1924–2012), die von 1950 bis 1956 hielt, entstammte ihr einziger Sohn, Richard Roman Hall (* 12. November 1952). Zusammen mit ihrem zu dem Zeitpunkt dreijährigen Sohn sowie dem Kindermädchen Grace Els war Roman im Juli 1956 eine der Überlebenden des Untergangs des italienischen Luxusdampfers Andrea Doria vor der Küste von Nantucket.

## Filmografie (Auswahl)

### Kino
- 1943: Stage Door Canteen
- 1944: Als du Abschied nahmst (Since You Went Away)
- 1945: Oh, Susanne! (The Affairs of Susan)
- 1945: Jungle Queen
- 1945: Incendiary Blonde
- 1946: Gilda
- 1946: Eine Nacht in Casablanca (A Night in Casablanca)
- 1948: Spiel mit dem Tode (The Big Clock)
- 1948: Der beste Mann der Stadt (Good Sam)
- 1948: Tochter der Prärie (Belle Starr’s Daughter)
- 1949: Zwischen Frauen und Seilen (Champion)
- 1949: Das unheimliche Fenster (The Window)
- 1949: Der Stachel des Bösen (Beyond the Forest)
- 1949: Tritt ab, wenn sie lachen (Always Leave Them Laughing)
- 1950: Der Geier von Arizona (Barricade)
- 1950: Das Geheimnis der schwarzen Bande (Colt .45)
- 1950: Frauengeheimnis (Three Secrets)
- 1950: Todfeindschaft (Dallas)
- 1951: Lightning Strikes Twice
- 1951: Der Fremde im Zug (Strangers on a Train)
- 1951: Verfolgt (Tomorrow Is Another Day)
- 1952: Geborgtes Glück (Invitation)
- 1952: Mara Maru
- 1953: Wilde Glut (Blowing Wild)
- 1954: Hotel Schanghai (The Shanghai Story)
- 1954: Drei dunkle Straßen (Down Three Dark Streets)
- 1954: Über den Todespaß (The Far Country)
- 1955: Legion der Hölle (Joe MacBeth)
- 1956: Skrupellos (Great Day in the Morning)
- 1956: Der Rebell von Arizona (Rebel in Town)
- 1956: Abwehr greift ein (5 Steps to Danger)
- 1957: Bitter war der Sieg (Bitter Victory)
- 1965: Heißer Strand Acapulco (Love Has Many Faces)
- 1973: Psycho Eyes – Mit den Augen eines Irren (The Killing Kind)
- 1977: Panik in der Sierra Nova (Day of the Animals)
- 1982: Echoes

### Fernsehen
- 1959: Bonanza (Folge 1x10 Die göttliche Adah)
- 1961: Die Unbestechlichen (The Untouchables, Folge 3x08)
- 1962: Preston & Preston (The Defenders, Folge 2x01)
- 1963: Alfred Hitchcock zeigt (The Alfred Hitchcock Hour, Folge 1x16)
- 1963: Route 66 (Folge 3x21)
- 1963: Amos Burke (Burke’s Law, Folge 1x04)
- 1963, 1964: Dr. Kildare (2 Folgen)
- 1965–1966: The Long, Hot Summer (23 Folgen)
- 1967: FBI (The F.B.I., Folge 2x17)
- 1967: Tarzan (Folge 1x29)
- 1967: Tennisschläger und Kanonen (I Spy, Folge 3x01)
- 1968: The Name of the Game (Folge 1x02)
- 1968: Kobra, übernehmen Sie (Mission: Impossible, Folge 3x07)
- 1969: Dr. med. Marcus Welby (Marcus Welby, M.D., Folge 1x14)
- 1969–1971: Rauchende Colts (Gunsmoke, 3 Folgen)
- 1970: Tod eines Bürgers (The Old Man Who Cried Wolf, Fernsehfilm)
- 1971: Mannix (Folge 4x16)
- 1971: Die Leute von der Shiloh Ranch (The Virginian, Folge 9x18)
- 1971: Der Chef (Ironside, Folge 5x12)
- 1973: Fragt mal Alice (Go Ask Alice, Fernsehfilm)
- 1974: Kung Fu (Folge 2x14)
- 1974: Cannon (Folge 4x09)
- 1974: Punch und Jody (Punch and Jody, Fernsehfilm)
- 1976: Harry O (Folge 2x22)
- 1977: Make-up und Pistolen (Police Woman, Folge 3x15)
- 1979: Die Sacketts (The Sacketts, Miniserie, 2 Folgen)
- 1980: Fantasy Island (Folge 3x22)
- 1986–1987: Unter der Sonne Kaliforniens (Knots Landing, 21 Folgen)
- 1987–1989: Mord ist ihr Hobby (Murder, She Wrote, 3 Folgen)